# Joel Queirós
Joel Ricardo Ribeiro Queirós, noto semplicemente come Joel Queirós (Porto, 21 maggio 1982), è un giocatore di calcio a 5 portoghese.

## Carriera
Pivot dal fisico imponente, Queirós esordisce nella 1ª Divisão durante la stagione 2001-02 con il Freixieiro, vincendo immediatamente il campionato. Nella sua lunga carriera ha giocato nelle massime serie di Portogallo, Spagna e Russia. Il suo esordio nella nazionale portoghese risale al 24 aprile 2002 nell'amichevole vinta dai lusitani per 7-1 contro la Grecia, durante la quale mette a segno la sua prima rete. Punto fermo della nazionale per oltre un decennio, con 107 reti marcature rimane tuttora – alla pari di André Lima – il secondo migliore marcatore dei lusitani alle spalle di Ricardinho. Il migliore traguardo raggiunto da Queirós con la nazionale è la finale agli europei del 2010, competizione della quale è stato capocannoniere ex aequo con Javier Rodríguez e Biro Jade.

## Palmarès

### Competizioni nazionali
- Campionato portoghese: 3
Freixieiro: 2001-02
Benfica: 2008-09, 2011-12
- Coppa del Portogallo: 1
Benfica: 2011-12
- Supercoppa portoghese: 3
Freixieiro: 2002
Benfica: 2011, 2012
- Campionato spagnolo: 2
ElPozo Murcia: 2005-06, 2006-07
- Supercoppa spagnola: 1
ElPozo Murcia: 2006

### Competizioni internazionali
- Coppa UEFA: 1
Benfica: 2009-10